# Georges-Albert-Léon Laujol de Lafage

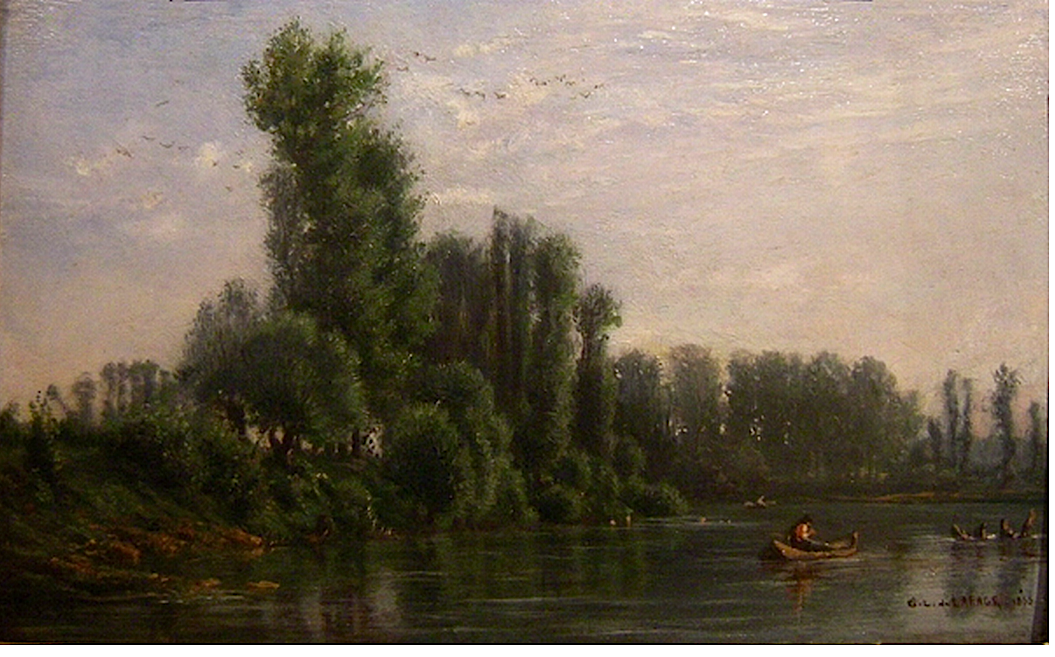
Georges Laujol de Lafage: Paysage avec pécheurs sur la rivière. Öl auf Leinwand, 25 × 15 cm

Georges-Albert-Léon Laujol de Lafage, auch Georges de Lafage-Laujol (* 25. Dezember 1832 in Saint-Denis; † 23. März 1858 in Paris) war ein französischer Landschaftsmaler.

## Leben
Der französische Maler Georges Laujol de Lafage wurde 1832 in der Pariser Vorstadt Saint-Denis als Sohn eines Marineoffiziers geboren.
Als der Vater die künstlerische Begabung seines Sohnes erkannte, gab er ihn zur Ausbildung zusammen mit seinem jüngeren Bruder Amilcar in das Atelier von Pierre Roch Vigneron. Dort hielt es Georges jedoch nicht lange und er wurde Schüler des Malers Narcisso Virgilio Díaz de la Peña.
In Vorbereitung eines Wettbewerbs der Académie des Beaux-Arts anlässlich der der Verleihung des Prix de Rome (1849), schrieb er sich zudem an der École des Beaux-Arts ein. 1850/51 werden drei seiner Landschaftsstudien für die Ausstellung beim Pariser Salon angenommen. Seine weiche und frisch wirkende Farbgebung findet schnell Anklang beim Publikum. Dem Beispiel von Antoine Chintreuil folgend, bevorzugt Lafage das junge Grün des Frühlings und das an Perlmutt erinnernde Weiß der Morgensonne.
Im Jahre 1853 präsentierte er zwei weitere Gemälde, eine Landschaft des Limousin und eine der Île-de-France sowie eine Lithographie nach einem Gemälde von Jean-Joseph Bellel. Des Weiteren zeigte er eine schöne Reproduktion eines Gemäldes von Chintreuil mit dem Titel Soir d’automne.
Auf der Weltausstellung  von 1855 war Lafage mit vier Gemälden vertreten. Für seine beim Salon de Paris 1857 ausgestellten Gemälde erhielt er eine ehrenvolle Erwähnung.
Georges Laujol de Lafage starb am 23. März 1858 auf dem Gipfel seines künstlerischen Schaffens an Lungentuberkulose.

## Werke (Auswahl)

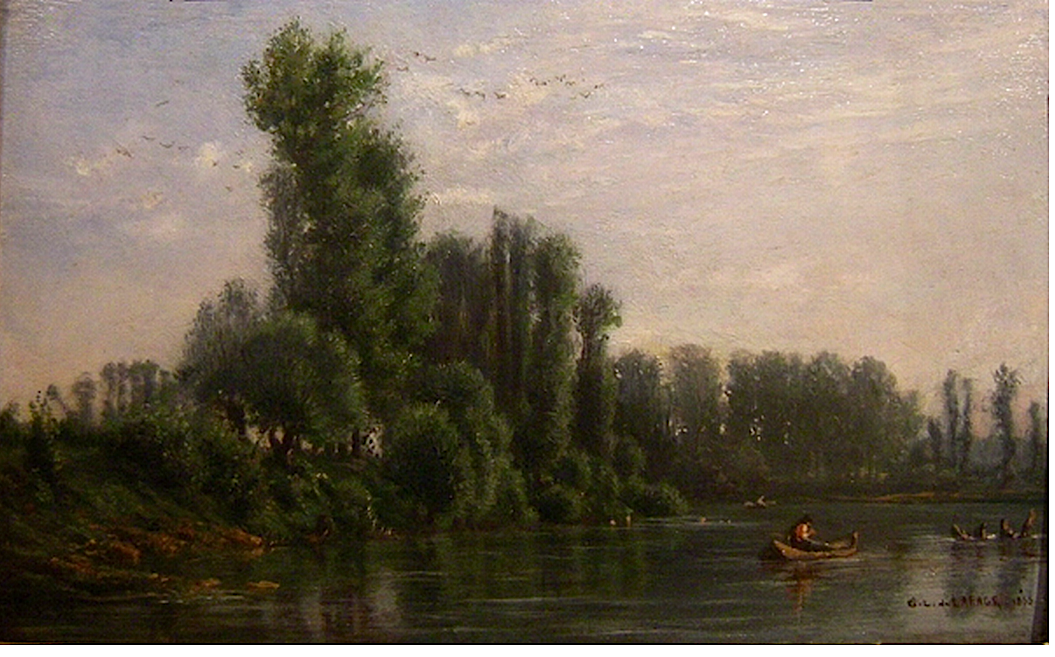
Lafage-Laujol Paysage avec pécheurs sur la rivière (1855)

- Prairie (Musée d’Orsay), 1852, 13 cm × 42,2 cm, Öl auf Holz
- Paysage (Musée des Beaux-Arts de Chambéry), 19,8 cm × 32,7 cm, Öl auf Leinwand
- Paysage avec pécheurs sur la rivière (Galerie Alte Kunst, Wien), 1855, 25 cm × 15 cm, Öl auf Leinwand